# 강화중학교
강화중학교(江華中學敎)는 대한민국 인천광역시 강화군 강화읍 관청리에 있는 공립 중학교이다.

## 학교 연혁
- 1945년 3월 31일 : 강화 공립 농업학교 설립인가
- 1945년 3월 31일 : 윤일상 초대 교장 취임
- 1945년 5월 20일 : 강화 공립 농업학교 개교
- 1947년 10월 20일 : 강화 공립 농업 중학교로 개칭(5년제)
- 1951년 8월 31일 : 강화중학교와 강화농업고등학교로 개편(3년제)
- 1962년 8월 22일 : 강화중학교와 강화고등학교로 통합
- 1973년 9월 1일 : 강화중학교와 강화고등학교 분리
- 2003년 10월 1일 : 디지털 도서관 개관
- 2004년 12월 4일 : 사이버러닝센타, 소리샘 개관
- 2020년 9월 1일 : 어울림관(대강당) 완공
- 2023년 9월 1일 : 조성환 교장 취임
- 2024년 1월 18일 : 제74회 155명(누계 20,369명)

## 참고 자료
- 강화중학교 - 한국교육학술정보원 학교알리미